# Rhamphichthys apurensis
Espèce
Rhamphichthys apurensis est une espèce de poissons de la famille des Rhamphichthyidae.

## Distribution
Cette espèce est endémique du Venezuela, elle se rencontre dans le bassin de l'Orénoque.

## Description
C'est un Poisson électrique.

## Publication originale
- Fernández-Yépez, 1968 : Contribución al conocimiento de los peces Gymnotiformes. Evencias, n. 20, p. 1-7.